# Vermetus intestinalis
Vermetus intestinalis là một loài ốc biển, là động vật thân mềm chân bụng sống ở biển trong họ Vermetidae.